# Dance (canción de Alexandra Stan)
«Dance» es una canción grabada por la cantante rumana Alexandra Stan para su segundo álbum de estudio, Unlocked (2014). Fue lanzada para su descarga digital el 16 de julio de 2014, como el tercer sencillo del disco. «Dance» fue escrita por Stan, Cosmin Basasteanu, Alexandru Cotoi, Lee Anna McCollum, Mika Moupondo y Erik Lidbom, mientras que la producción fue manejada por Cazan y Lidbom. Un video musical para la pista fue filmado por Khaled Mokhtar y subido al canal oficial de Stan en YouTube el 18 de julio de 2014, donde ha superado las 10 millones de vistas. Se filmó durante tres días en Bucarest, Rumania, y muestra a Stan con sus bailarines de respaldo realizando bailes sincronizados, diseñados por el coreógrafo rumano Emil Rengle.
La pista ha recibido reseñas positivas por parte de los críticos de música, quienes elogiaron su ritmo pegadizo y las vocales «dulces» de la cantante. Durante una entrevista, Stan explicó que «Dance» es una «canción de club muy sexy y con buena imagen». La artista interpretó el sencillo durante su gira Unlocked Tour (2014). «Dance» se convirtió en un éxito en Japón, donde alcanzó el puesto número 25 en la lista Japan Hot 100.

## Composición
«Dance» fue grabada en los estudios Fonogram ubicado en Bucarest, Rumania. Stan pensó por primera vez en la melodía y la letra de la canción cuando estaba en París, y luego presentó su idea a su equipo en Fonogram Records, dirigido por los productores Alex Cotoi y Mika Moupondo. Es una canción dance, que incorpora influencias de la música house en su sonido. La pista empieza con unos acordes de guitarra acústica, seguido por una estrofa de pop. El coro consiste en un drop de saxofón, que está respaldado por cortes de edición. «Dance» termina con los últimos versos de la canción acompañados por la guitarra acústica. Líricamente, la pista discute sobre el arte de bailar, pero también hace referencia a la amistad y el romance. Markos Papadatos, de Digital Journal, comentó que las letras iniciales son «rebeldes», pero que poco a poco se tornan «positivas» y «optimistas». También comparó la instrumentación de «Dance» con la canción de Kesha «Die Young».

## Recepción

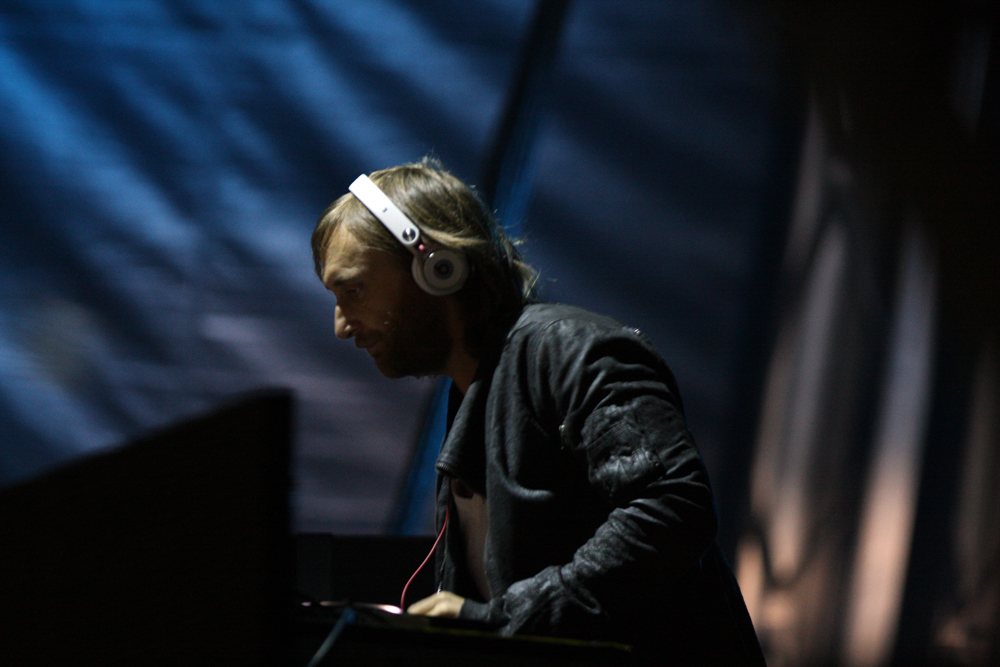
«Dance» fue comparada con los trabajos de David Guetta (en la imagen).

Papadatos, de Digital Journal, comparó a «Dance» con la canción de Stan del 2010 «Mr. Saxobeat», confesando que el sencillo «tiene una melodía pegadiza». Continuó elogiando las vocales «dulces» de la artista en los versos: «Why don't you dance dance dance / and fall in love with friends / let's start a new romance». Además, Papadatos dijo que la pista merecía encabezar la lista Dance Club Songs de Billboard. Con respecto al video musical de «Dance», elogió a Khaled Mokhtar por hacer un «trabajo brillante dirigiendo el videoclip», y a Emil Rengle por «coreografiar a los bailarines y a la artista en el video excepcionalmente bien». También comentó que Stan «se veía increíblemente hermosa en este video». Papadatos le otorgó a la canción y a su videoclip una calificación A. Robin Catling, quien escribió para Everything Express, describió la pista como un «veraniego número de baile europeo inspirado en David Guetta». También criticó la calidad de la canción, diciendo que «incluso S-Club 7 tiene mejor calidad que esto». Direct Lyrics elogió a «Dance» por tener «suficiente sabor de verano para endulzar esta próxima temporada de calor» y dijo que le gustó más que su predecesor, «Cherry Pop». Los 40 Principales incluyó el video de «Dance» en su lista de «Los mejores videoclips de Stan».

## Formatos
| - Descarga digital 1. «Dance» – 3:41 - Descarga digital en Italia 1. «Dance» (Radio Edit) – 3:41 2. «Dance» (Grano Remix) – 4:18 - EP de remezclas de Alemania 1. «Dance» (Radio Edit) – 3:41 2. «Dance» (Grano Remix) – 4:18 | - EP de remezclas de España 1. «Dance» (Geo Da Silva & Jack Mazzoni Radio Edit) – 3:16 2. «Dance» (DJ Kone & Marc Palacios Radio Edit) – 3:43 3. «Dance» (CryDuom Radio Edit) – 3:16 4. «Dance» (Geo Da Silva & Jack Mazzoni Remix) – 4:03 5. «Dance» (DJ Kone & Marc Palacios Remix) – 6:25 6. «Dance» (CryDuom Extended) – 3:58 |

## Personal
Créditos adaptados de las notas de Unlocked y The Collection.
| Créditos de grabación y vocales - Grabado en Fonogram Studios en Bucarest, Rumania. - Producido en Fonogram Music Production en Bucarest, Rumania. - Alexandra Stan – voz principal Créditos de composición y técnicos - Cosmin Basasteanu – compositor - Alexandru Cotoi – compositor, ingeniero de mezlca, productor - Erik Lidbom – compositor, ingeniero de mezcla - Mika Moupondo – compositor - Lee Anna McCollum – compositor - Alexandra Stan – compositora | Créditos visuales - Alex Ifimov – maquillista. estilista - Oana Imbrea – coordinadora de producción - Laurent Marel – colorista - Andra Moga – estilista - Khaled Mokhtar – director de fotografía, revisor - Emil Rengle – coreógrafo |

## Posicionamiento en listas
| Austria | Ö3 Austria Top 40 | 70 |
| Japón   | Japan Hot 100     | 25 |
| Turquía | Number One Top 40 | 6  |

## Historial de lanzamiento
| Región   | Fecha                    | Formato          | Discográfica         |
| -------- | ------------------------ | ---------------- | -------------------- |
| Japón    | 16 de julio de 2014      | Descarga digital | Victor Entertainment |
| Rumania  | 18 de julio de 2014      | Descarga digital | Roton                |
| España   | 2 de septiembre de 2014  | Descarga digital | Blanco y Negro       |
| España   | 23 de diciembre de 2014  | EP de remezclas  | Blanco y Negro       |
| Italia   | 12 de septiembre de 2014 | Descarga digital | Ego • Vae Victis     |
| Alemania | 26 de septiembre de 2014 | EP de remezclas  | Kontor Records       |